# عبد السلام الهليل
عبد السلام الهليل (ولد 1962) رسام كاريكاتير سعودي. يرسم كاريكاتيرات يومية لجريدة الرياض، نشر أول رسم له عام 1984 ميلادية. يعتبر من أبرز رسامي الكاريكاتير في التسعينات.

## التعليم
- درس المرحلة المتوسطة في مدرسة النموذجية في حي الملز، وتخرج من الثانوية من مدرسة اليرموك.
- خريج جامعة الإمام محمد بن سعود الإسلامية في الرياض.

## السيرة
نشر أول رسم له في صفحة القراء بجريدة الرياض عام 1404 هـ ، بدأ في نشر رسوماته في جريدة الرياض في اواخر 1984، حيث تم اكتشافه من قبل تركي السديري.
يعتبر هذا الرسام واحد من أشهر الكاريكاتوريين السعوديين في السعودية بسببه كاريكاتيراته الساخرة من جهة و المعبرة عن كثير من مشاكل و هموم المجتمع من جهة أخرى.

## منشوراته
صدر له كتابان يحويان مجمل أعماله بعنوان: للأذكياء فقط، الجزء الأول صدر عام 1992 والجزء الثاني في سنة 2000.

## وصلات خارجية
- ملف الرسام عبد السلام الهليل بجريدة الرياض